# Гусіна
Гусіна (словац. Husiná, угор. Guszona) — село, громада в окрузі Рімавска Собота, Банськобистрицький край, Словаччина. Кадастрова площа громади — 19,65 км². Населення — 562 осіб (за оцінкою на 31 грудня 2017 р.).
Перша згадка 1322 року.

## Географія
Протікає річка Люкава.

## Населення
| Рік:            | 1994. | 2004.    | 2014.   | 2024. |
| --------------- | ----- | -------- | ------- | ----- |
| Кількість осіб: | 453   | 505      | 545     | 545   |
| Різниця:        |       | +11,47 % | +7,92 % | +0 %  |

| Рік:            | 2023. | 2024.   |
| --------------- | ----- | ------- |
| Кількість осіб: | 544   | 545     |
| Різниця:        |       | +0,18 % |